# Miasto Vinkovci
Miasto Vinkovci (chorw. Grad Vinkovci) – jednostka administracyjna w Chorwacji, w żupanii vukowarsko-srijemskiej. W 2011 roku liczyła 35 312 mieszkańców.